# Adervielle-Pouchergues
Adervielle-Pouchergues är en kommun i departementet Hautes-Pyrénées i regionen Occitanien i sydvästra Frankrike. Kommunen ligger i kantonen Bordères-Louron som tillhör arrondissementet Bagnères-de-Bigorre. År 2022 hade Adervielle-Pouchergues 147 invånare.

## Befolkningsutveckling
Antalet invånare i kommunen Adervielle-Pouchergues
| Referens: INSEE |